# Lena Pressler
Lena Pressler (* 15. Jänner 2001 in St. Veit an der Gölsen) ist eine österreichische Leichtathletin, die sich auf den 400-Meter-Hürdenlauf spezialisiert hat und in dieser Disziplin aktuell Inhaberin des Landesrekordes ist.

## Sportliche Laufbahn
Erste internationale Erfahrungen sammelte Lena Pressler im Jahr 2017, als sie beim Europäischen Olympischen Jugendfestival (EYOF) in Győr in 61,60 s den fünften Platz über 400 Meter Hürden belegte. Im Jahr darauf gewann sie bei den U18-Europameisterschaften ebendort in 59,11 s die Bronzemedaille und belegte mit der österreichischen Sprintstaffel (1000 Meter) in 2:12,70 min den siebten Platz. Kurz darauf startete sie mit der 4-mal-100-Meter-Staffel bei den U20-Weltmeisterschaften in Tampere und verpasste dort mit 45,99 s den Finaleinzug. Im Oktober nahm sie an den Olympischen Jugendspielen in Buenos Aires teil und gelangte dort auf Rang neun. 2019 schied sie bei den U20-Europameisterschaften in Borås mit 60,53 s in der ersten Runde über 400 Meter Hürden aus und 2021 schied sie bei den U23-Europameisterschaften in Tallinn mit 58,65 s im Halbfinale aus. Im Jahr darauf gewann sie bei den Balkan-Meisterschaften in Craiova in 57,45 s die Silbermedaille hinter der Slowenin Agata Zupin und anschließend schied sie bei den Europameisterschaften in München mit 57,33 s in der Vorrunde aus und wurde mit der 4-mal-100-Meter-Staffel im Vorlauf disqualifiziert. 2023 wurde sie bei der 3. Liga der Team-Europameisterschaft, die im Zuge der Europaspiele in Chorzów stattfand, in 57,02 s erste über 400 Meter Hürden und gelangte mit der Mixed-Staffel über 4-mal 400 Meter mit 3:22,46 min auf Rang zwei. Anschließend gewann sie bei den U23-Europameisterschaften in Espoo mit neuem Landesrekord von 55,94 s die Bronzemedaille über 400 Meter Hürden hinter der Norwegerin Andrea Rooth und Louise Maraval aus Frankreich. Im August schied sie bei den Weltmeisterschaften in Budapest mit 57,90 s in der ersten Runde aus. Im Jahr darauf siegte sie in 57,39 s bei den Balkan-Meisterschaften in Izmir.
In den Jahren 2017 und von 2019 bis 2023 wurde Pressler österreichische Staatsmeisterin im 400-Meter-Hürdenlauf sowie 2020 und 2022 auch in der 4-mal-400-Meter-Staffel.

## Persönliche Bestleistungen
- 400 Meter: 55,60 s, 15. Mai 2021 in Wien
  - 400 Meter (Halle): 54,05 s, 19. Feber 2023 in Linz
- 300 m Hürden: 40,81 s, 26. Mai 2023 in St. Pölten (nationale Bestleistung)
- 400 m Hürden: 55,94 s, 16. Juli 2023 in Espoo (österreichischer Rekord)